# 萨拉·珀韦
萨拉·珀韦（德語：Sarah Poewe，1983年3月3日—），南非、德国女子游泳运动员。她曾代表南非、德国参加2000年、2004年、2008年和2012年夏季奥林匹克运动会游泳比赛，其中2004年奥运会获得一枚铜牌。